# Gandanameno echinata
Gandanameno echinata är en spindelart som först beskrevs av William Frederick Purcell 1908.  Gandanameno echinata ingår i släktet Gandanameno och familjen sammetsspindlar. Inga underarter finns listade i Catalogue of Life.